# Ypreville-Biville
Pour les articles homonymes, voir Biville (homonymie).
Ypreville-Biville est une commune française située dans le département de la Seine-Maritime, en région Normandie.

## Géographie

### Localisation
| Thiergeville          | Thiétreville             | Riville        |
| Daubeuf-Serville      | Ypreville-Biville        | Sorquainville  |
| Limpiville Bénarville | Trémauville, Hattenville | Terres-de-Caux |

Ypreville-Biville est une commune située dans le département de la Seine-Maritime (région Normandie). La ville d'Ypreville-Biville appartient au canton de Valmont et à l'arrondissement du Havre. Les habitants d'Ypreville-Biville s'appellent les Yprevillais. Elle se situe géographiquement à une altitude de 126 mètres environ.
Communes les plus proches d'Ypreville-Biville (toutes en Seine-Maritime) :
- Sorquainvillen, à 2,0 km ;
- Limpiville, à 2,3 km ;
- Thiétreville, à 2,8 km ;
- Bennetot, à 2,8 km ;
- Trémauville, à 3,4 km ;
- Tocqueville-les-Murs, à 3,7 km ;
- Bénarville, à 3,7 km ;
- Thiergeville, à 3,9 km ;
- Riville, à 4,1 km ;
- Daubeuf-Serville, à 4,1 km.

Météo sur Ypreville-Biville : station située à Vittefleur (15,7 km à vol d'oiseau).

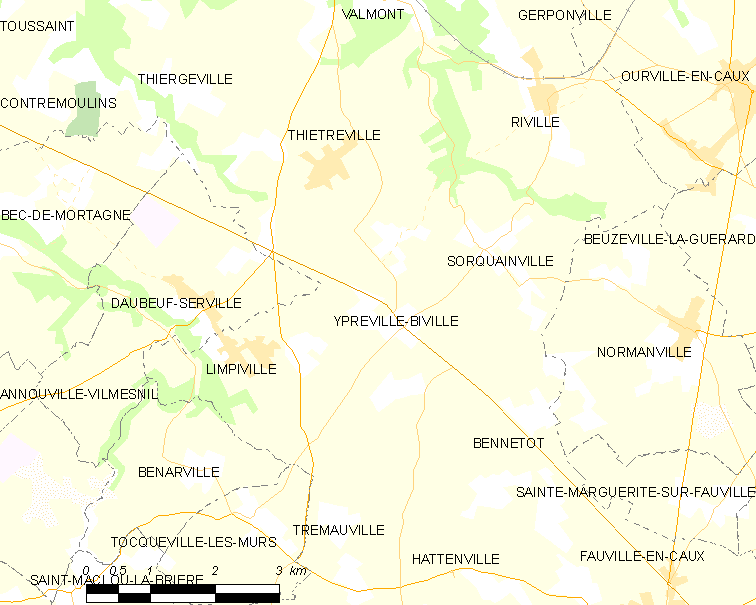
Carte de la commune.
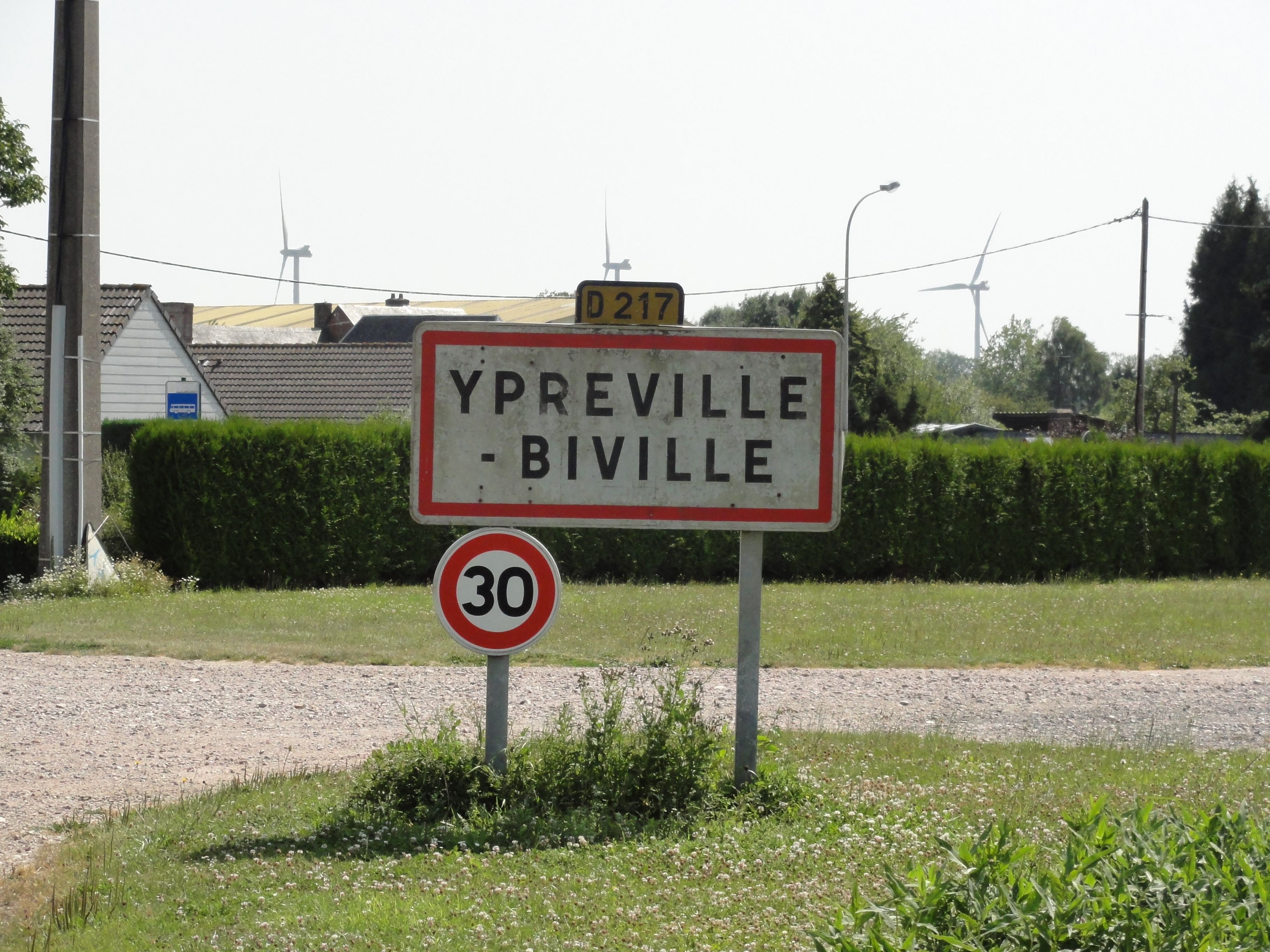
Entrée d'Ypreville.

### Hydrographie
La commune est située dans le bassin Seine-Normandie. Elle n'est drainée par aucun cours d'eau,.

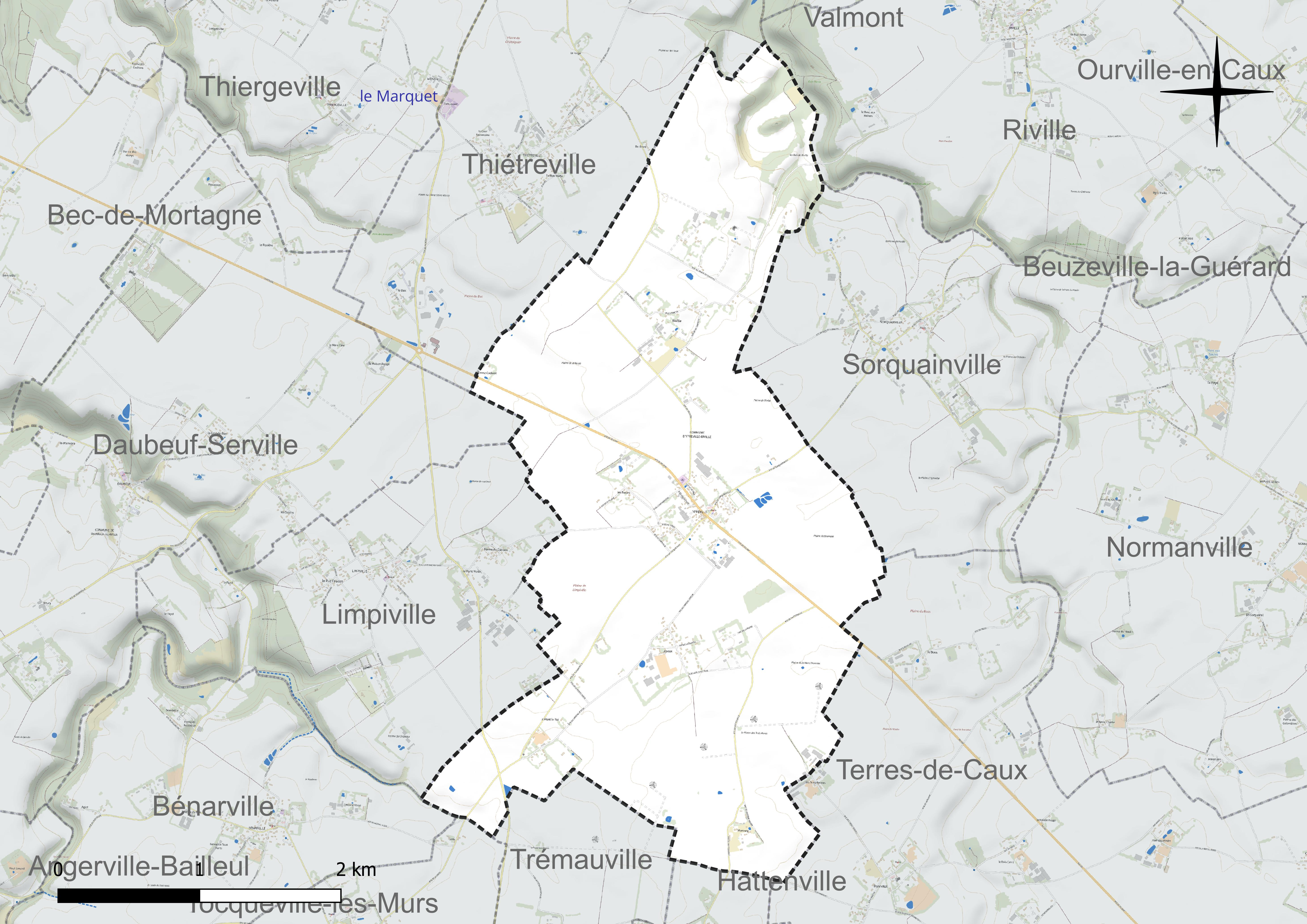
Réseau hydrographique d'Ypreville-Biville.

### Climat
Pour des articles plus généraux, voir Climat de la Normandie et Climat de la Seine-Maritime.
En 2010, le climat de la commune est de type climat océanique franc, selon une étude du CNRS s'appuyant sur une série de données couvrant la période 1971-2000. En 2020, Météo-France publie une typologie des climats de la France métropolitaine dans laquelle la commune est exposée à un climat océanique et est dans la région climatique Côtes de la Manche orientale, caractérisée par un faible ensoleillement (1 550 h/an) ; forte humidité de l’air (plus de 20 h/jour avec humidité relative > 80 % en hiver), vents forts fréquents. Parallèlement le GIEC normand, un groupe régional d’experts sur le climat, différencie quant à lui, dans une étude de 2020, trois grands types de climats pour la région Normandie, nuancés à une échelle plus fine par les facteurs géographiques locaux. La commune est, selon ce zonage, exposée à un « climat maritime », correspondant au Pays de Caux, frais, humide et pluvieux, légèrement plus frais que dans le Cotentin.
Pour la période 1971-2000, la température annuelle moyenne est de 10,3 °C, avec une amplitude thermique annuelle de 12,9 °C. Le cumul annuel moyen de précipitations est de 914 mm, avec 13,4 jours de précipitations en janvier et 8,9 jours en juillet. Pour la période 1991-2020, la température moyenne annuelle observée sur la station météorologique la plus proche, située sur la commune d'Ectot-lès-Baons à 20 km à vol d'oiseau, est de 10,8 °C et le cumul annuel moyen de précipitations est de 905,5 mm,. Pour l'avenir, les paramètres climatiques de la commune estimés pour 2050 selon différents scénarios d’émission de gaz à effet de serre sont consultables sur un site dédié publié par Météo-France en novembre 2022.

## Urbanisme

### Typologie
Au 1er janvier 2024, Ypreville-Biville est catégorisée commune rurale à habitat dispersé, selon la nouvelle grille communale de densité à sept niveaux définie par l'Insee en 2022.
Elle est située hors unité urbaine. Par ailleurs la commune fait partie de l'aire d'attraction de Fécamp, dont elle est une commune de la couronne,. Cette aire, qui regroupe 26 communes, est catégorisée dans les aires de moins de 50 000 habitants,.

### Occupation des sols
L'occupation des sols de la commune, telle qu'elle ressort de la base de données européenne d’occupation biophysique des sols Corine Land Cover (CLC), est marquée par l'importance des territoires agricoles (96,8 % en 2018), une proportion identique à celle de 1990 (96,8 %). La répartition détaillée en 2018 est la suivante : 
terres arables (85 %), zones agricoles hétérogènes (9 %), forêts (3,2 %), prairies (2,8 %). L'évolution de l’occupation des sols de la commune et de ses infrastructures peut être observée sur les différentes représentations cartographiques du territoire : la carte de Cassini (XVIIIe siècle), la carte d'état-major (1820-1866) et les cartes ou photos aériennes de l'IGN pour la période actuelle (1950 à aujourd'hui).

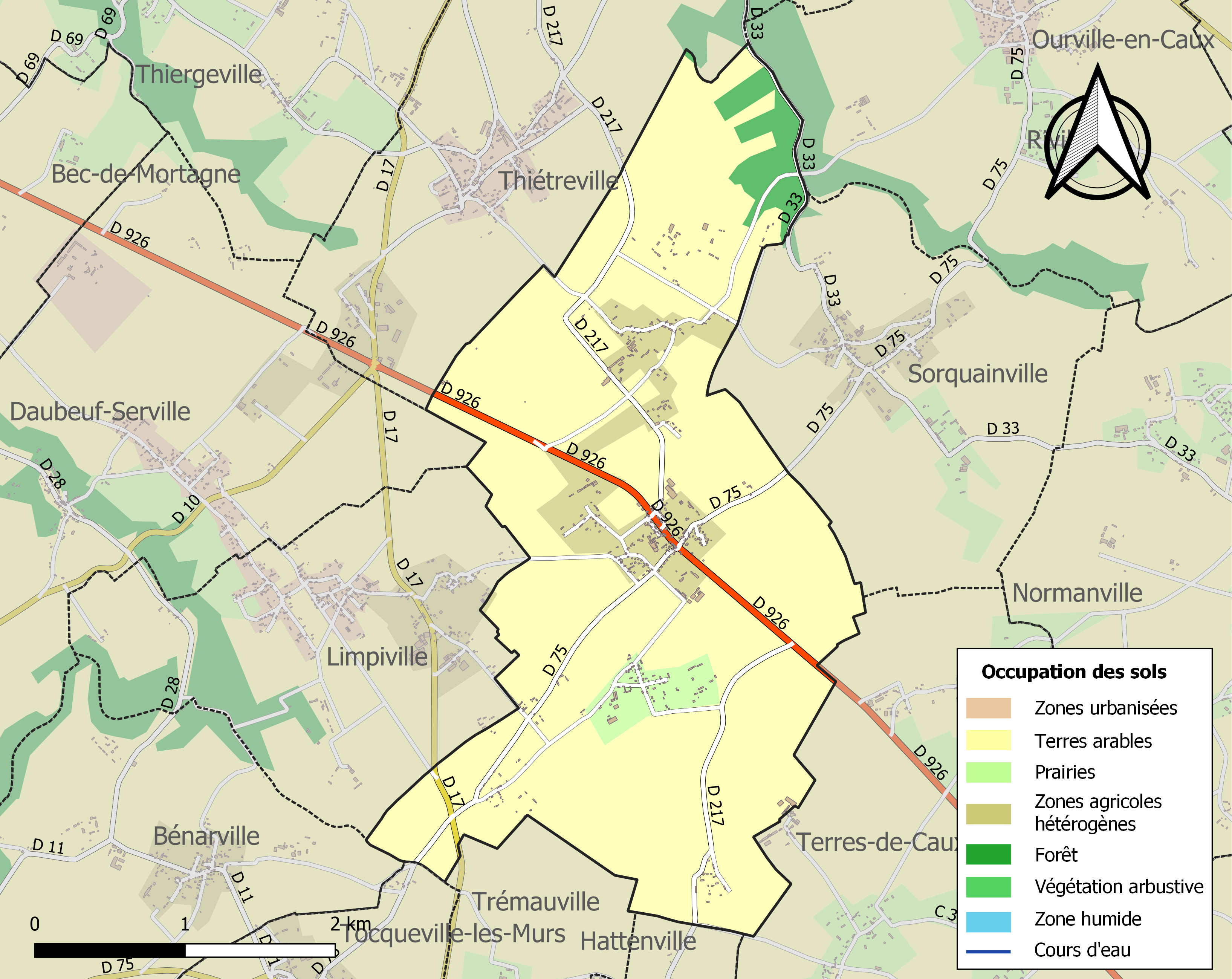
Carte des infrastructures et de l'occupation des sols de la commune en 2018 (CLC).

## Toponymie
Ypreville : est attesté sous les formes Ypram Villam en 1032 et 1035; Isprevillae vers 1240; In parrochia Beati Michaelis de Yprevilla en 1278; Ecclesia Beati Michaelis de Yprevilla 1315; Yprevilla en 1319; Ypreville en  1517 et 1518; Saint Michel d'Ypreville en 1713; Ypreville en 1715 (Frémont), en 1757 (Cassini); Ypreville-Biville en 1953.
Biville : est attesté sous les formes Buie villam en 1052 et 1055; Buevilla entre 1226 et 1254; Buievilla en 1252 et 1255; Buevilla en 1302; Buivilla vers 1240; Buiville en 1319, 1337, 1398 et 1431; Ecclesia de Buyvilla 1374; Buyville en 1433; Ecclesie Sancti Martini de Buivilla en 1434; Biville en 1472; Buyville en 1426; Saint Martin de Biville la Martel en 1713; Buiville en 1648; Biville en 1704; Biville la Martel en 1738 (Pouillés); Biville en 1715 (Frémont); Moulin de Biville en 1757 (Cassini); Biville en 1953.

## Histoire
Faisait partie de 1973 à 1978 de l'éphémère commune de Saint-Michel-en-Caux.
Avait été formé en 1825 par fusion des deux paroisses d'Ypreville (Ypram Villam en 1032/35) et Biville-la-Martel (Buie Villam en 1032/35), et devenu en 1973 le chef-lieu de la nouvelle commune de Saint-Michel-en-Caux.
902 habitants en 1851.
Possédait trois chapelles, démolies en 1369 et 1738.
Les écoles, citées en 1418, étaient à la nomination de l'abbé de Fécamp.

## Politique et administration
| Période                                  | Période                    | Identité          | Étiquette | Qualité |
| ---------------------------------------- | -------------------------- | ----------------- | --------- | --- |
| Les données manquantes sont à compléter. |                            |                   |           | |
| 1902                                     |                            | M. Niel           |           | |
| Les données manquantes sont à compléter. |                            |                   |           | |
| mars 2001                                | mars 2008                  | Philippe Monville |           | |
| mars 2008                                | juin 2017                  | Alain Anquetil    | SE        | Vice-président de la CC du canton de Valmont (2014 → 2016) Mandat écourté par la démission de conseillers municipaux puis du maire |
| octobre 2017                             | mai 2020                   | Bruno Robert      |           | Retraité d'd’ExxonMobil |
| mai 2020,                                | En cours (au 10 août 2020) | Amélie Déhais     |           | Institutrice et directrice d'école                                                                                                 |

## Enseignement

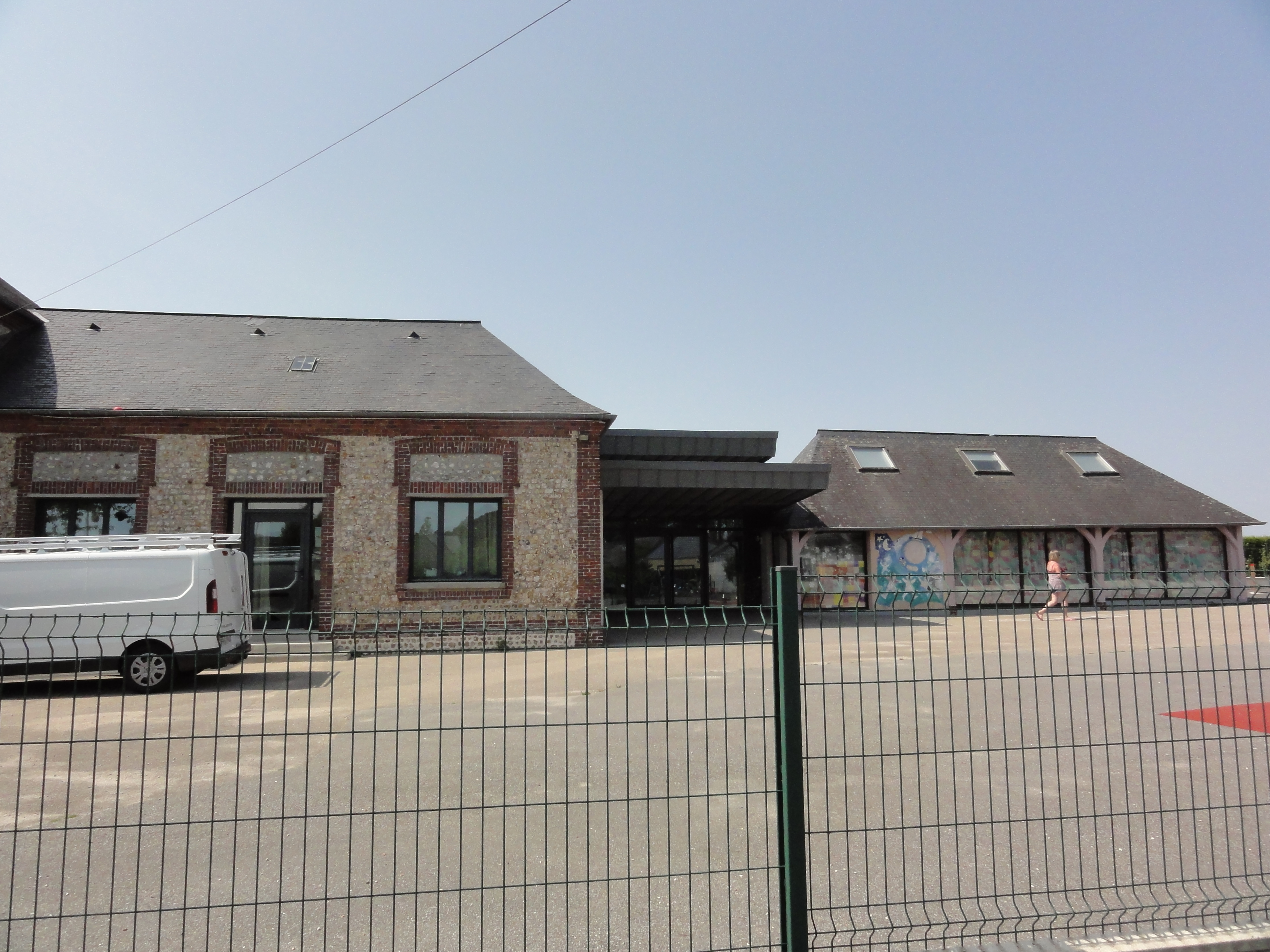
L'école.

## Vie associative et sportive

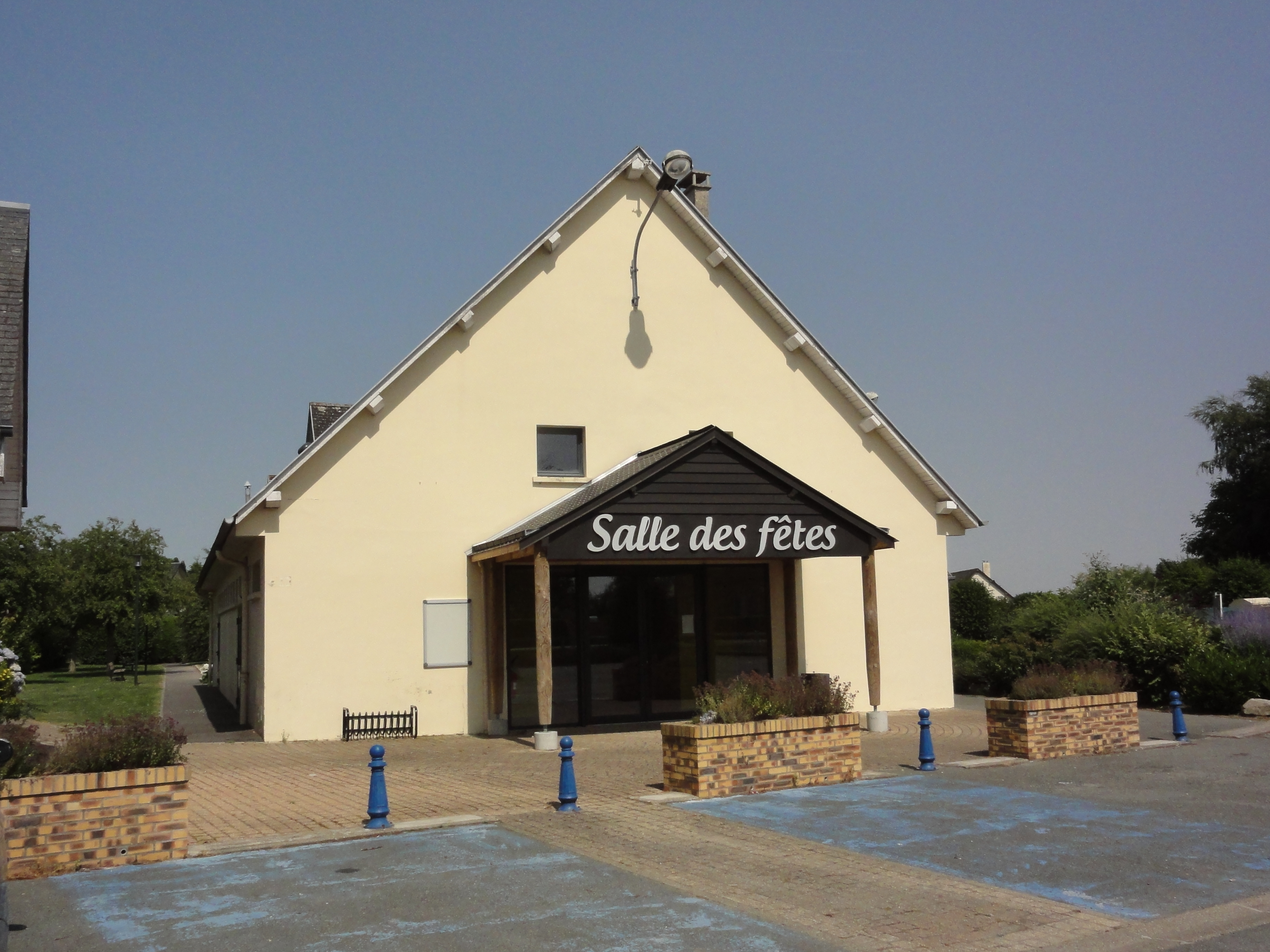
La salle des fêtes.

## Démographie
L'évolution du nombre d'habitants est connue à travers les recensements de la population effectués dans la commune depuis 1793. Pour les communes de moins de 10 000 habitants, une enquête de recensement portant sur toute la population est réalisée tous les cinq ans, les populations de référence des années intermédiaires étant quant à elles estimées par interpolation ou extrapolation. Pour la commune, le premier recensement exhaustif entrant dans le cadre du nouveau dispositif a été réalisé en 2006.

En 2022, la commune comptait 544 habitants, en évolution de −5,88 % par rapport à 2016 (Seine-Maritime : +0,35 %, France hors Mayotte : +2,11 %).
| 1793 | 1800 | 1806 | 1821 | 1831 | 1836 | 1841 | 1846 | 1851 |
| ---- | ---- | ---- | ---- | ---- | ---- | ---- | ---- | ---- |
| 510  | 506  | 547  | 593  | 842  | 922  | 881  | 871  | 888  |

| 1856 | 1861 | 1866 | 1872 | 1876 | 1881 | 1886 | 1891 | 1896 |
| ---- | ---- | ---- | ---- | ---- | ---- | ---- | ---- | ---- |
| 869  | 867  | 861  | 773  | 753  | 726  | 706  | 699  | 652  |

| 1901 | 1906 | 1911 | 1921 | 1926 | 1931 | 1936 | 1946 | 1954 |
| ---- | ---- | ---- | ---- | ---- | ---- | ---- | ---- | ---- |
| 626  | 606  | 617  | 545  | 504  | 505  | 500  | 512  | 502  |

| 1962 | 1968 | 1975 | 1982 | 1990 | 1999 | 2006 | 2011 | 2016 |
| ---- | ---- | ---- | ---- | ---- | ---- | ---- | ---- | ---- |
| 429  | 409  | 378  | 432  | 431  | 451  | 492  | 559  | 578  |

| 2021 | 2022 | - | - | - | - | - | - | - |
| ---- | ---- | - | - | - | - | - | - | - |
| 555  | 544  | - | - | - | - | - | - | - |

## Culture locale et patrimoine

### Lieux et monuments
- Château de Biville.
- Église Saint-Michel d'Ypreville : clocher carré XVIIe, nef gothique rétrécie au XVIIIe, primitivement bâtie fin XIIe.
- Ruines de la chapelle Saint-Martin à Biville, romane XIe/XIIe: corniche à modillons sculptés, portail XVIIe.
- Tombeaux XIVe dans le cimetière
- Mémorial des morts pour la France dans l'église.
- Monument aux morts dans le cimetière.

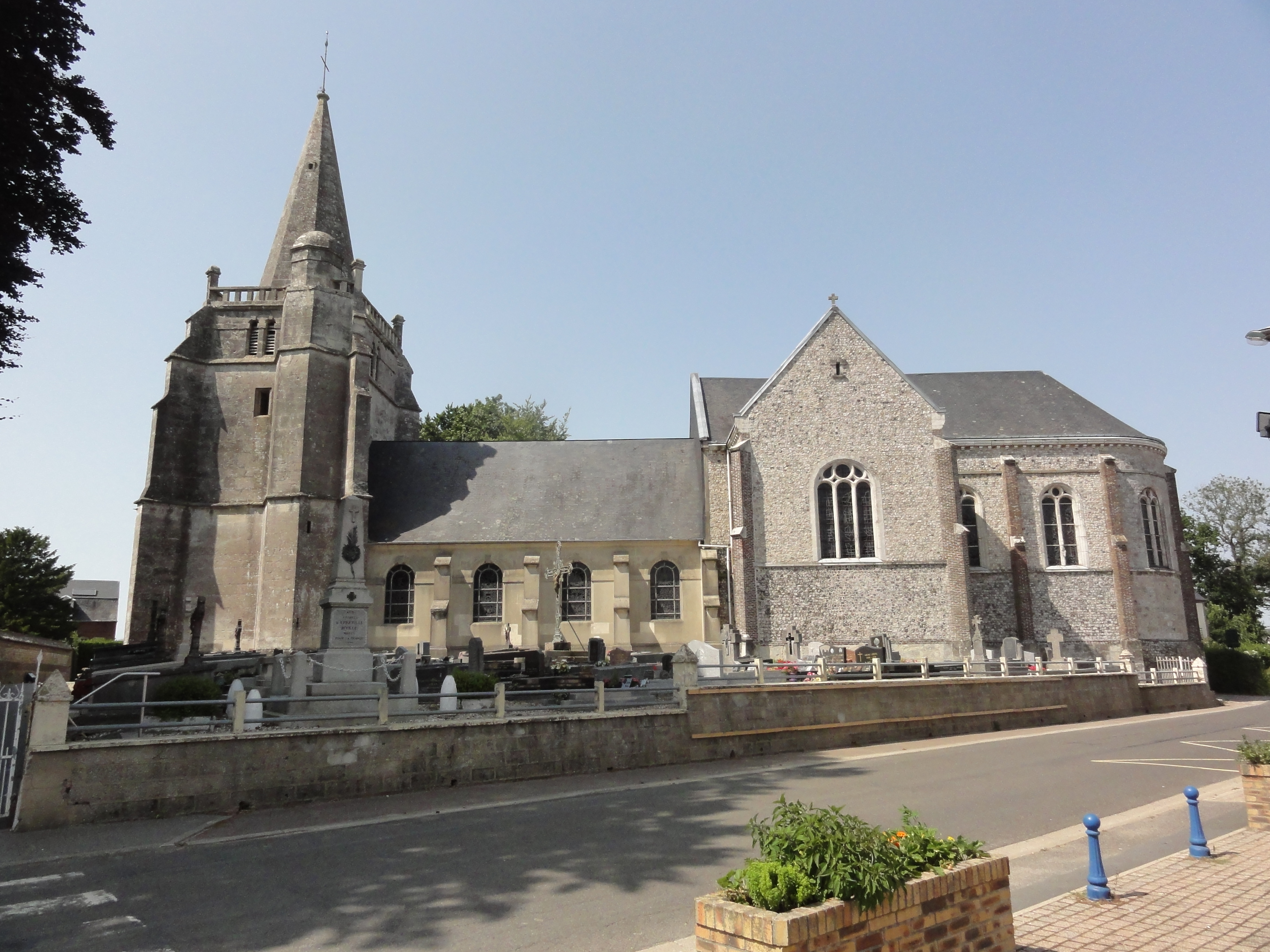
Église Saint-Michel d'Ypreville.
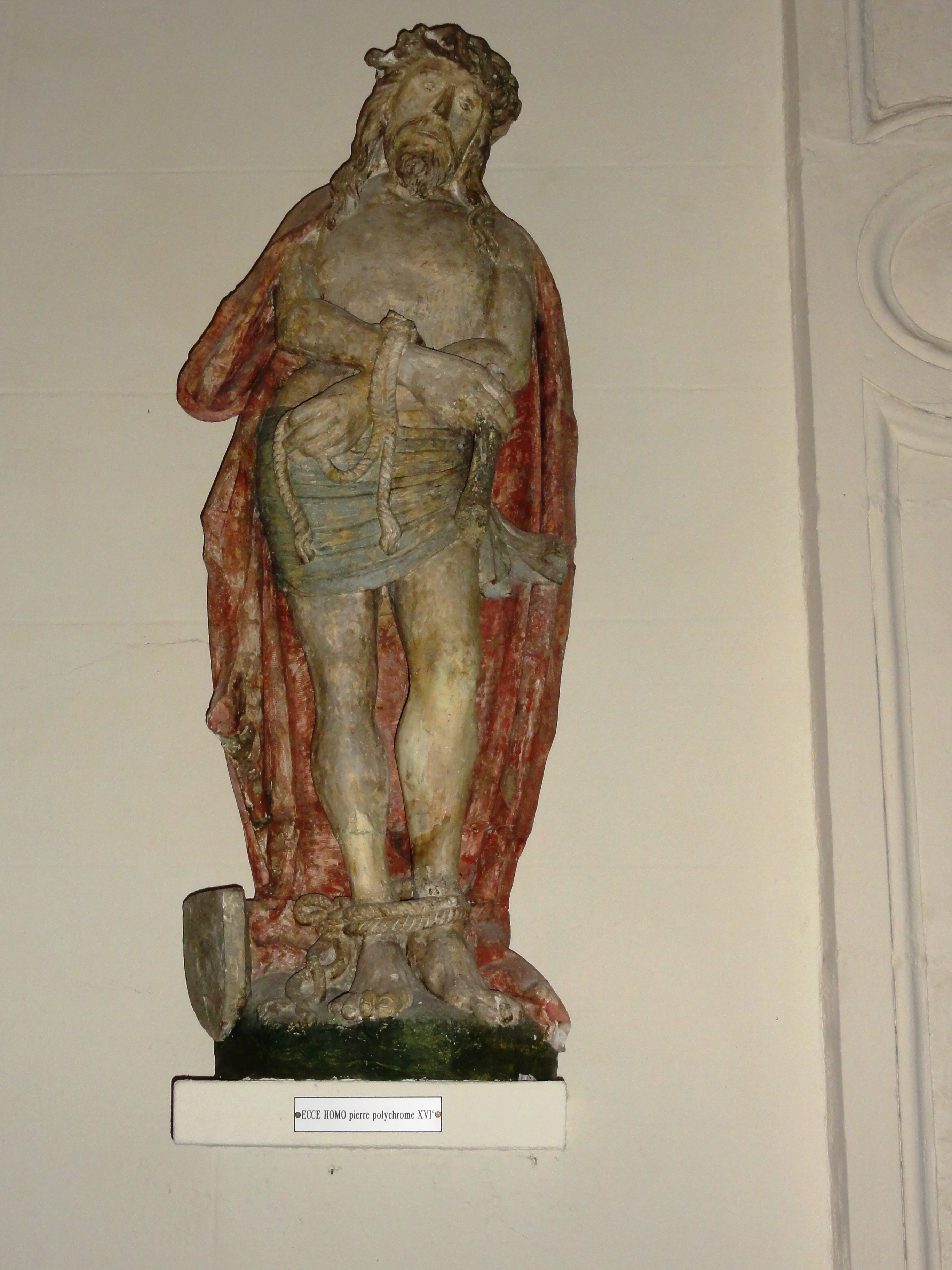
Ecce Homo, statue du XVIe siècle.
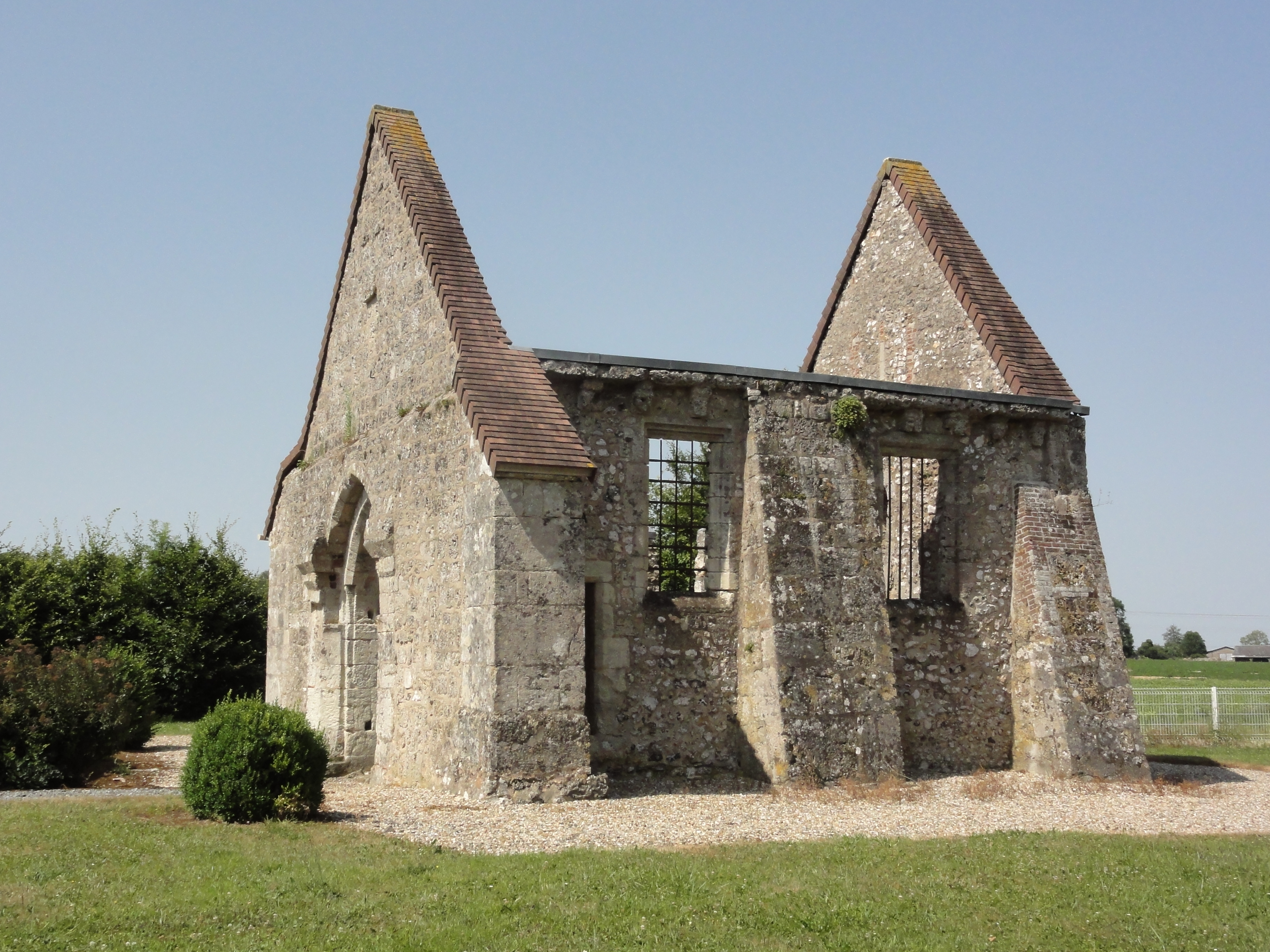
Chapelle-ruine de Biville.
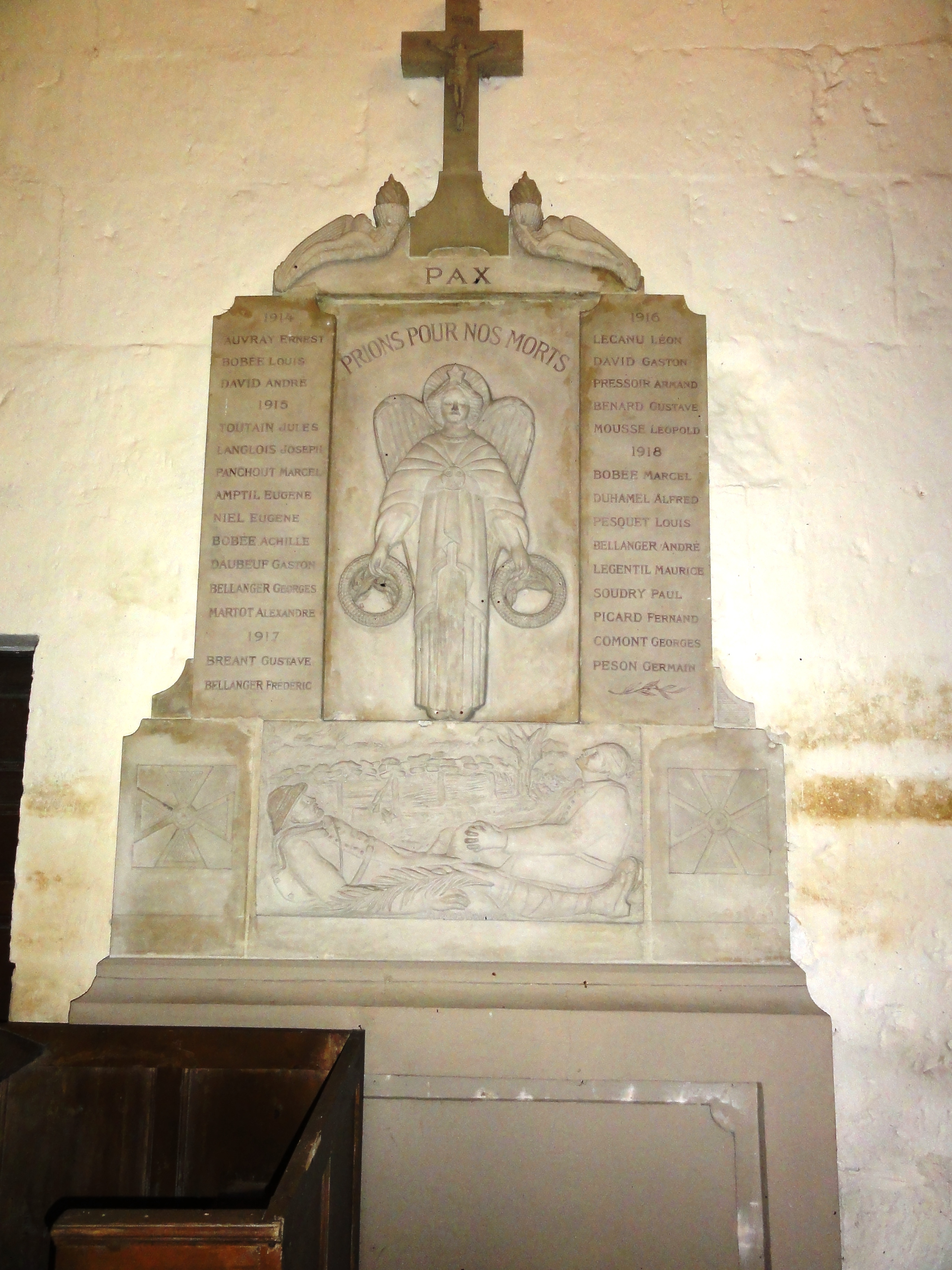
Mémorial des morts pour la France dans l'église.
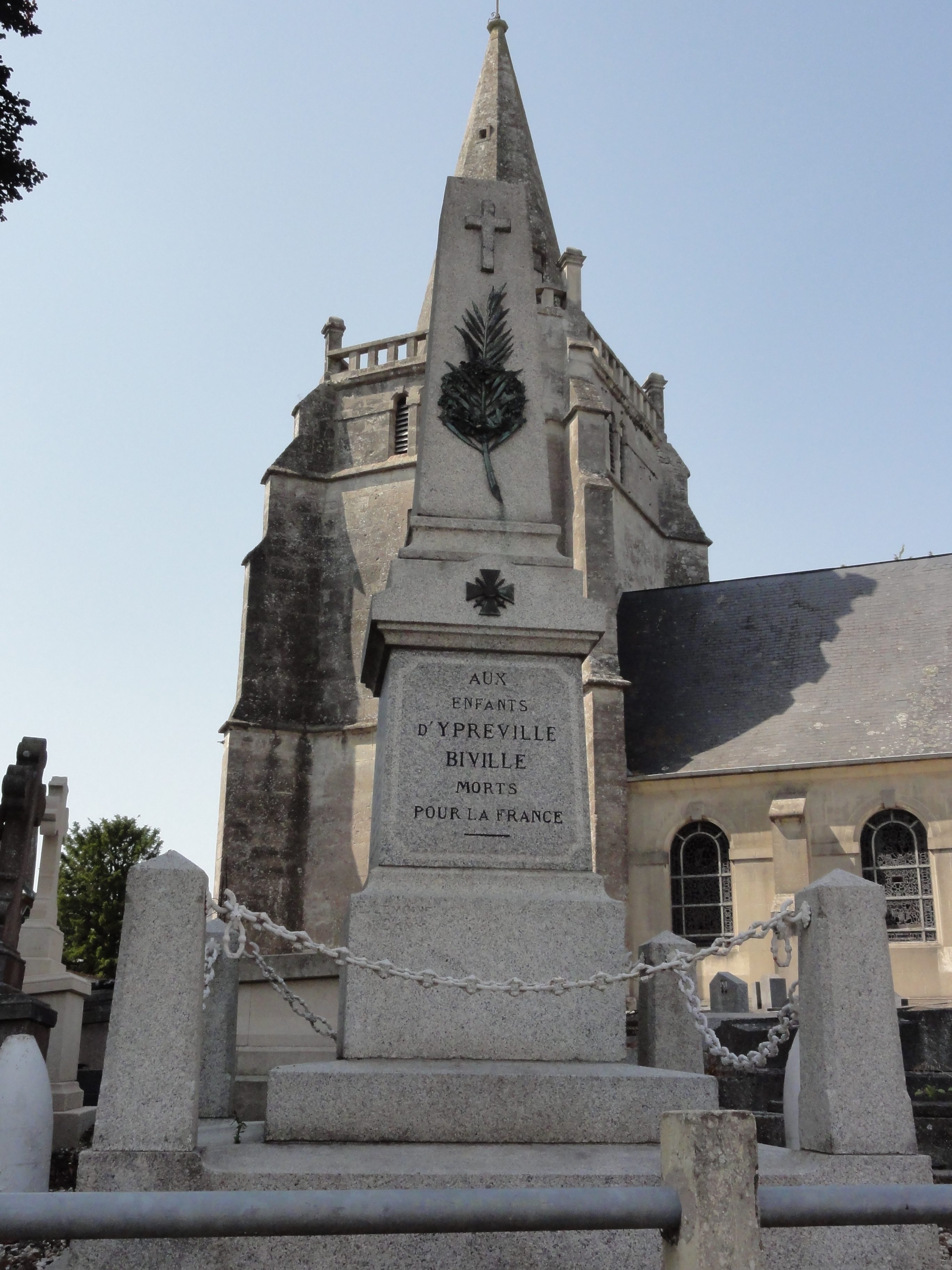
Monument aux morts au cimetière.

### Héraldique
| Armes de Ypreville-Biville | Les armes de la commune de Ypreville-Biville se blasonnent ainsi : Écartelé de sinople et d’argent, chargé au 1 d’une aigle d’or / au 2 d’une fleur de lys d’azur / au 3 d’un maillet de gueules / au 4 d’un lion d’or armé et lampassé de gueules. |

## Pour approfondir